# Matic Grošelj (cyclisme)
Ne doit pas être confondu avec Matic Grošelj (handball).
Pour les articles homonymes, voir Matic Grošelj.
Matic Grošelj, né le 5 avril 1996 à Trbovlje, est un coureur cycliste slovène.

## Biographie
Son grand  frère Žiga a également été coureur cycliste. 
Il arrête sa carrière à l'issue de la saison 2020.

## Palmarès et résultats

### Palmarès par année
- 2017
  - 2e du championnat de Slovénie du contre-la-montre espoirs
  - 3e du Grand Prix Industrie del Marmo
- 2018
  - 3e du championnat de Slovénie du contre-la-montre espoirs

### Classements mondiaux
| Année                                 | 2016  | 2017 | 2018  | 2019  |
| ------------------------------------- | ----- | ---- | ----- | ----- |
| Classement mondial                    | 2718e | 994e | 2170e | 1035e |
| UCI Europe Tour                       | 1825e | 630e | 1440e | 742e  |
|                                       |       |      |       |       |
| Légende : nc = non classéSource : UCI |       |      |       |       |